# NHL Eastside Hockey Manager
NHL Eastside Hockey Manager ist eine Eishockey-Simulation, welche von Sports Interactive (SI Games) entwickelt und von Sega veröffentlicht wurde. Es war die erste kommerzielle Version der Eastside-Hockey-Manager-Serie beginnend mit dem Freeware-Spiel Eastside Hockey Manager.
Die Freeware-Version, welche von einer Gruppe um den Finnen Risto Remes entwickelt worden war, beinhaltete lediglich die National Hockey League als spielbare Liga, wobei die Anzahl der absolvierten Saisonen im Prinzip unbegrenzt war.
Die erste kommerzielle Version der Serie wurde in Europa im Juli 2004 unter dem neuen Markennamen NHL Eastside Hockey Manager veröffentlicht. Es verfügte über die, ebenfalls von Sports Interactive entwickelten, Championship Manager 3 basierte Game-Engine mit über 15 spielbaren Eishockey-Ligen aus Nordamerika und Europa mit einer Datenbank von über 15.000 Spielern und Mitarbeitern. Das Spiel wurde erstmals in den Geschäften nur in Europa veröffentlicht, später aber auch zum Download zur Verfügung gestellt und konnte online gekauft werden. Eine nordamerikanische Verkaufsversion des Spiels folgte ein paar Monate später. Weitere kommerzielle Versionen der Serie waren NHL Eastside Hockey Manager 2005 und NHL Eastside Hockey Manager 2007, wobei letztere Ausgabe lediglich als Download käuflich erwerbbar war.
Im Januar 2007 wurde bekannt, dass NHL Eastside Hockey Manager 2007 die letzte Version der Serie für die absehbare Zukunft wäre, wobei Sports Interactive die Schuld der Piraterie gab, für die Entscheidung die Serie einzustellen.